# Orosz László (irodalomtörténész)
Orosz László (Csépa, 1925. július 13. – Kecskemét, 2016. február 9.) irodalomtörténész. Fia Orosz István grafikus, lánya Orosz Andrea tanár.

## Élete
Beregszászon érettségizett, majd az Eötvös Collegium tagjaként Budapesten végezte az egyetemet. Első írásai az Illyés Gyula által szerkesztett Válaszban jelentek meg. 1948-tól Kecskeméten magyar-latin szakos gimnáziumi tanár. 1956-ban a Forradalmi Bizottság tagja. Az 1956-os forradalom szellemi előkészítésének vádjával 8 hónap előzetes letartóztatás után, felfüggesztett börtönbüntetésre ítélték, s 3 évre megfosztották a katedrától. 1961-től taníthat újra a kecskeméti Katona József Gimnáziumban.
Fő kutatási területe a felvilágosodás és a reformkor magyar irodalma, elsősorban Katona József és Berzsenyi Dániel munkássága.

## Művei
- Katona József; Bácskiskun Megyei Ny., Kecskemét, 1955 (Bács megyei füzetek)
- Pálffy Albert; Békés Megyei Ny., Gyula, 1960 (A gyulai Erkel Ferenc Múzeum kiadványai)
- Vitályos László–Orosz László: Ady-bibliográfia. 1896–1970. Ady Endre önállóan megjelent művei és az Ady-irodalom; MTA, Bp., 1972 (A Magyar Tudományos Akadémia Könyvtárának kiadványai)
- Katona József; Gondolat, Bp., 1974 (Nagy magyar írók)
- A Kecskeméti Katona József Emlékház kiállítása; szerv. a Petőfi Irodalmi Múzeum, Katona József Múzeum, rend. Miklós Róbert, Orosz László; katalógusszerk. H. Tóth Elvira; Petőfi Ny., Kecskemét, 1974
- Berzsenyi Dániel; Gondolat, Bp., 1976 (Nagy magyar írók)
- Vitályos László–Orosz Lászlóː Ady-bibliográfia. 1896–1977. Ady Endre önállóan megjelent művei és az Ady-irodalom; közrem. Jónás Károly et al.; 2. bőv. kiad.; MTA Könyvtár, Bp., 1980 (A Magyar Tudományos Akadémia Könyvtárának közleményei)
- A magyar verstani eszmélkedés kezdetei; Akadémiai, Bp., 1980 (Irodalomtörténeti füzetek)
- A magyar irodalom története (Görömbei Andrással, Klaniczay Tiborral, Nemeskürty Istvánnal, Németh G Bélával és Tamás Attilával) (Kossuth Könyvkiadó, 1982, 1985)
- Adatok a kecskeméti piarista gimnázium színjátszásához (Holczer Józseffel, Iványosi Szabó Tiborral) (Kecskeméti Lapok, 1989)
- Kecskemét irodalmi öröksége; Kecskeméti Lapok Kft.–Kecskemét Monográfia Szerk., Kecskemét, 1990 (Kecskeméti füzetek)
- Száz nagyon fontos vers (Lord Kiadó, 1995)
- A Bánk bán értelmezéseinek története; Krónika Nova, Bp., 1999
- A niklai remete és a kecskeméti fiskális. Tanulmányok Berzsenyiről és Katonáról; Krónika Nova, Bp., 2000
- Orosz László–Füzi Lászlóː Kecskemét irodalomtörténete; Kecskeméti Lapok, Kecskemét, 2003 (Porta könyvek)
- Kérdőjelek. Egy Katona-kutató töprengései; Balassi, Bp., 2007

Jókai Mór, Kazinczy Ferenc, Berzsenyi Dániel és Katona József több művének kritikai kiadását rendezte sajtó alá, illetve látta el kísérő tanulmányokkal és jegyzetekkel. Részt vett az Akadémiai kiadó 6 kötetes A magyar irodalom története című könyvének („Spenót”) létrehozásában, illetve a Magyar irodalmi lexikon és az Új magyar irodalmi lexikon szerkesztésében. Tanulmányai, esszéi, kritikái és recenziói főleg az Irodalomtörténet, az Irodalomtörténeti közlemények, a Forrás, a Színháztudományi Szemle és a Cumania című folyóiratokban jelentek meg.

## Elismerések
- Kiváló tanár (1955)
- Toldy Ferenc-díj (1981)
- Ady Endre-jutalomdíj (1985)
- Apáczai Csere János-díj (1986)
- Déry Tibor-díj (1988)
- Az irodalomtudomány kandidátusa (1992)
- Oltványi Ambrus-díj (1993)
- Kecskemét díszpolgára (1994)
- Pilinszky-díj (1995)
- Katona József-díj (2003)
- Füzéki István-emlékérem (2008)
- Bács-Kiskun Megye Tudományos Díja (2014)